# Elena di Zara
Elena di Zara (in croato Jelena Slavna, in latino Helena; ... – 7 ottobre 976) è stata regina di Croazia, moglie del re Michele Cressimiro II.
Elena apparteneva alla famiglia zaratina dei Madi, patrizi filo-bizantini. Con la salita al trono del marito, governarono insieme il Regno di Croazia dal 946 al 969 e dopo la morte di Michele, Elena governò da sola come regina reggente per altri 7 anni, fino alla morte. Il loro regno fu un periodo caratterizzato da pace, ordine e crescita economica, forse l'epoca di maggiore splendore ed espansione del regno croato. La regina Elena fu onorata dai suoi sudditi e fu molto stimata per la sua benevolenza.
Elena fece costruire le chiese di Santo Stefano e Santa Maria dell'Isola a Salona, presso la foce del fiume Giadro. L'atrio della chiesa di Santa Maria divenne in seguito il Mausoleo dei re e delle regine di Croazia e si è conservato fino ad oggi. Elena era anche conosciuta come «Madre del regno e protettrice degli orfani e delle vedove».
Ella giocò un ruolo centrale nel promuovere la convivenza e nell'unificare le popolazioni latine (in particolare delle città costiere) di Dalmazia e Croazia con gli slavi, preparando il sostrato politico su cui poi il figlio Stefano Dirzislavo ottenne la giurisdizione sul Thema di Dalmazia che era ancora sotto il controllo formale dell'impero bizantino.
Elena morì nel 976 e fu sepolta vicino a suo marito nella chiesa di Santa Maria di Salona. Sul suo sarcofago è stata rinvenuta una delle più importanti iscrizioni della storia croata. L'epitaffio in latino fu scoperto da Don Frane Bulic alla fine del XIX secolo e riesce a schiarire alcuni punti sulla genealogia della monarchia croata. L'iscrizione è stata trovata in frammenti ed in seguito ricostruita, e recita:
- (in hoc) (t)UMULO Q(ui)ESCIT HELENA FAMO(sa) (quae fui) UXOR MICHAELI REGI MATERQ(ue) STEFANI R(egis) (pacemque) (obt)ENUIT REGNI. VIII IDUS M(ensis) OCT(obris) (in pac)E HIC OR(dinata) FUIT AN(no) AB INCARNA(tione) (Domini) DCCCCLXXVI IND. IV CICL(o) L(un) V. (ep) XVII (ciclo sol) V LUN. V. (conc)URRENTE VI. ISTAQ(ue) VIVENS FU(it) REGN(i) MATER FUIT PUPILOR(um) TUTO(rque) VIDUAR(um) ICQUE ASPICIENS VIR ANIME DIC MISERERE DEUS.
- In questa tomba giace la gloriosa Elena, moglie del re Michele, madre del re Stefano. Governò il regno. Fu sepolta qui l'otto ottobre del 976 dall'incarnazione di Nostro Signore. Durante la sua vita fu anche madre di orfani e protettrice di vedove. Possano coloro che stanno guardando qua dire che Dio abbia pietà della sua anima.